# Franco Rocchetta
Franco Rocchetta (Venezia, 12 aprile 1947) è un politico italiano, deputato alla Camera dal 23 aprile 1992 al 8 maggio 1996 e sottosegretario di Stato al Ministero degli affari esteri dal 13 maggio 1994 al 17 gennaio 1995 nel governo Berlusconi I.

## Biografia

### Prime esperienze politiche
Fin dagli anni del ginnasio, durante i quali iniziò ad attraversare a piedi l'Europa, Rocchetta approfondì lo studio delle istituzioni europee, delle economie, dei diritti dei popoli e del federalismo, e, di conseguenza, anche delle istituzioni e dell'economia, del diritto e della civiltà della Repubblica di Venezia. Nel 1964 fu indagato per aver tracciato scritte murali (in veneto) contro la partecipazione dell'Italia alla prima guerra mondiale.
Già dagli anni sessanta cominciò a parlare di federalismo in piazze, mercati, scuole e luoghi di lavoro, propagandando la tesi secondo cui lo Stato Italiano unitario avrebbe sempre avuto una natura colonialista e si sarebbe dimostrato più fallimentare e violento anche dei peggiori Stati preunitari.
Tra la fine degli anni sessanta ed i primi anni settanta cominciò a portare la bandiera veneta durante manifestazioni di tutela del lavoro e della dignità umana, dell'ambiente, della salute pubblica. Quando i vertici della Democrazia Cristiana veneta (allora detentrice di un potere monolitico) decisero di attaccare massicciamente il fronte di cui Rocchetta era uno degli animatori e ne denunciarono una ventina di esponenti, il processo che ne seguì vide questi imputati, soprattutto giovani e giovanissimi (Rocchetta aveva allora 22 anni), ai quali si era aggiunto autodenunciandosi anche Indro Montanelli, tutelati da un collegio di difesa costituitosi spontaneamente e composto da una ventina di avvocati veneti, rappresentativi di tutte le aree politiche, che offrirono il loro patrocinio gratuitamente.
Alla metà degli anni settanta Rocchetta si dichiarò sostenitore di una riforma in senso federale dello Stato Italiano, e di un riorganizzato e pacifico stato veneto in Europa.  In quel periodo conduceva la trasmissione Spathio Veneto attraverso più radio libere. Nel 1978 fondò con altri giovani la "Società Filologica veneta", della quale venne eletto presidente, e a Barcellona entrò a far parte del Consiglio Federale Mondiale dell'Associazione Internazionale per la Difesa delle Lingue e delle Culture Minacciate (AIDLCM). Lo stesso anno organizzò il primo corso di storia ed istituzioni, civiltà, economia e lingua veneta, dapprima a Padova presso il Centro Bertrand Russell, poi in varie altre città. Su invito di Bruno Salvadori guidò la delegazione della nascente Liga veneta al primo congresso nazionale dell'Union Valdôtaine.
In vista delle prime elezioni europee del 1979, il 7 aprile riunì a Verona le forze politiche autonomiste, federaliste e rappresentative di minoranze etniche, operanti in Italia come il Südtiroler Volkspartei, Partito Sardo d'Azione, Union Valdôtaine, Movimento Friuli, Liga Veneta e Slovenska Skupnost. Su iniziativa sua e del militante Maurizio Calligaro (poi passato nelle file dei Verdi) venne votata l'esclusione dai lavori e da ogni ipotesi di alleanza elettorale della Lista per Trieste, dopo aver preso atto delle ostinate posizioni antifederaliste ed antislovene della lista stessa. Della Liga Veneta Rocchetta è stato nel corso degli anni addetto generale di segreteria, segretario nazionale e presidente nazionale.
Nel 1981 Manlio Cortelazzo lo invitò a tenere all'Università di Padova una lezione sul tema "perché il veneto è una lingua e non un dialetto". Viaggiò sistematicamente in tutte le regioni italiane, tentando di favorirvi la nascita di "Leghe" sorelle. Fu lui a proporre ai militanti lombardi (tra i quali anche Umberto Bossi) la creazione di una Lega Lombarda.
Nel 1983 fu ancora Cortelazzo ad invitarlo all'Università di Padova per una lezione dedicata ai "Neologismi del veneto".  Nello stesso anno la Liga Veneta si presentò per la prima volta alle elezioni politiche di quell'anno, eleggendo un deputato (Achille Tramarin) e un senatore (Graziano Girardi).
Il 22 gennaio 1984 Rocchetta era alla Palazzo della Gran Guardia, a Padova, tra i promotori dell'Unione per l'Europa Federale, che porterà alle elezioni europee del 1984 un'alleanza tra forze politiche autonomiste, indipendentiste e federaliste affratellate nel simbolo della Liga Veneta, candidando regione per regione donne ed uomini provenienti dal territorio. Nel 1984 venne eletto segretario federale della Liga Veneta, subentrando alla futura moglie Marilena Marin, ma già nel 1985 lasciò nuovamente l'incarico alla Marin.
Alle elezioni regionali in Veneto del 1985 venne eletto al consiglio regionale del Veneto.
Nel 1986 pubblicò quotidianamente sul Gazzettino sessanta articoli dedicati ai caratteri del popolo veneto - della sua società, economia, lingua e civiltà - e di un possibile stato veneto. Nello stesso 1986 sposò Marilena Marin. Nel maggio del 1988 avanzò la proposta di un referendum popolare sull'effettivo autogoverno, la sovranità e l'indipendenza della comunità veneta nel quadro europeo.

### Nascita della Lega Nord
Nel 1989 partecipò a Bergamo alla fondazione della confederazione Lega Nord, della quale furono eletti presidente federale Marilena Marin e segretario federale Umberto Bossi. Nel 1990 venne rieletto consigliere regionale. Tra il 1990 ed il 1991 contestò pubblicamente il progetto della Lega Nord di tre repubbliche nell'Italia settentrionale (Eridania, Etruria, Ausonia). Nel 1991 ricoprì l'incarico di presidente federale della Liga Veneta. Al congresso federale del 1991 (Pieve Emanuele) Rocchetta venne eletto anche presidente federale della Lega Nord, sostituendo Marilena Marin che era stata presidente dal 1989 al 1991. Venne confermato nella stessa carica dal congresso federale di Bologna del 1994, fino al suo addio alla Lega.
In entrambe le elezioni Rocchetta aveva raccolto più voti dei candidati sostenuti dal segretario federale Bossi (Gipo Farassino nel 1991 ed Erminio Boso nel 1994). La pluriennale contrapposizione tra Rocchetta e Bossi non dipendeva tanto da contrasti personali, quanto da due visioni differenti su natura ed obiettivi della Lega Nord: Rocchetta difendeva una visione federale-collegiale in campo politico-istituzionale ed etica in campo economico, mentre Bossi puntava ad una organizzazione centralizzata del partito e appoggiava un modello economico liberista.  Anche i metodi da seguire per il finanziamento del partito erano oggetto di scontro organizzativo, dal momento che Rocchetta intendeva rifiutare una raccolta di fondi provenienti da finanziatori poco chiari o una gestione non trasparente che, di fatto, fu oggetto di diverse indagini giudiziarie fin dal 1992.
A luglio 1991 Rocchetta si recò con altri tre esponenti della Lega Nord (Luigi Moretti, Bruno Ravera e Francesco Speroni) a Belgrado, per esporre davanti alla sede dell'Assemblea Federale jugoslava delle lenzuola con un appello al dialogo scritto in più lingue. Nei mesi e negli anni successivi organizzò spedizioni di aiuti umanitari destinati a tutte le parti impegnate nel conflitto. Contribuì ad analoghe iniziative nel Caucaso.

### Esperienze da deputato e sottosegretario
Alle elezioni politiche del 1992 Rocchetta viene candidato ed eletto sia alla Camera dei deputati che al Senato della Repubblica, optando per la prima.
Si batté contro l'istituzione di una sede centrale della Lega Nord, ritenendola contraria ai principi federali del partito, denunciando anche il fatto che l'acquisto dell'immobile di via Bellerio a Milano si stava realizzando con fondi occulti. Nel febbraio 1994 incontrò per la prima volta Silvio Berlusconi, ed alle elezioni dello stesso anno venne eletto per la seconda volta alla Camera dei deputati, risultando il più votato nel Veneto con il doppio dei voti del socialista Gianni De Michelis e del democristiano Carlo Bernini, già presidente della Regione.
Nel maggio dello stesso anno, nonostante avesse già interrotto i rapporti di amicizia con Berlusconi e Bossi, venne nominato sottosegretario agli Affari Esteri con delega alla cooperazione e alla cultura nel nuovo Governo presieduto dallo stesso Berlusconi. Nel suo mandato di governo si impegnò in una serie di viaggi in ogni parte del mondo. In giugno l'aereo della Croce Rossa canadese con il quale stava distribuendo medicinali subì un pesante attacco in Ruanda. Nel luglio dello stesso anno, con altri esponenti e militanti, abbandonò la Lega Nord in occasione del congresso veneto, denunciando la soppressione della democrazia all'interno del partito.
Nel 1995 fondò a Kashgar il "Centro Studi Internazionali Paolo Sarpi", al quale collaborava anche lo scrittore cattolico Federico Bozzini. Negli anni seguenti organizzò incontri e dibattiti con rappresentanti di popoli e tradizioni diverse. Sostenne il gruppo dei serenissimi, che in quegli anni aveva dato vita ad un "Veneto Serenissimo Governo", diffondeva messaggi radiotelevisivi e organizzava l'azione dimostrativa in piazza San Marco (8-9 maggio 1997). Rocchetta organizzò anche diversi incontri con Ibrahim Rugova, nel tentativo di favorire una soluzione pacifica alla crisi del Kosovo.

### Dopo l'uscita dalla Lega
Nel 1999, all'avvio dei bombardamenti NATO in Jugoslavia, scrisse con Marilena Marin al presidente della Regione Giancarlo Galan, al patriarca di Venezia Marco Cé e al sindaco della città Massimo Cacciari, invitandoli ad unire il loro prestigio, la loro forza istituzionale e le loro forze morali per fermare la campagna di attacchi aerei (definita «inconcepibile barbarie imperialista nel cuore stesso dell'Europa»). Anche in conseguenza della tiepida risposta raccolta, raggiunse Belgrado e la Serbia meridionale tra bombe, macerie ed incensi, realizzando collegamenti televisivi con Michele Santoro e Sandro Ruotolo.
Nell'autunno del 1999, supportato da un ampio gruppo di sindaci veneti, scrisse e diffuse il pamphlet "l'identità 'veneta'". Fu per un decennio console onorario della Repubblica di Macedonia, impegnandosi per l'integrazione dei lavoratori macedoni in Italia. Durante un simbolico "processo a Napoleone", celebratosi nel 2003 a Venezia, presentò una memoria sia contro il tradizionalismo clericale sia contro la politica bonapartista.
Ha continuato i propri studi di diritto costituzionale ed internazionale, linguistica, storia ed economia, pubblicando anche articoli su riviste e giornali e collaborando con alcune iniziative editoriali. Nel 2009 è stato tra i fondatori della "Società degli Storici Veneti Indipendenti".
Nel 2012 ha ripreso a tenere conferenze su temi politico, economico, istituzionali nel Veronese, nella Bergamasca, nel Veneto centrale e in Friuli; tra queste, un corso di storia, economia e civiltà veneta in otto lezioni a Spresiano.
Il 2 aprile 2014 è stato arrestato, insieme ad altre 24 persone, su ordine della procura di Brescia, nell'ambito di un'operazione dei ROS contro un gruppo secessionista autore di «varie iniziative, anche violente».  Nelle ordinanze di custodia cautelare, emesse dal GIP di Brescia, sono contestati i reati di associazione con finalità di terrorismo, eversione dell'ordine democratico e fabbricazione e detenzione di armi da guerra. Rimase in carcere per tre settimane.